# 多瑙宮

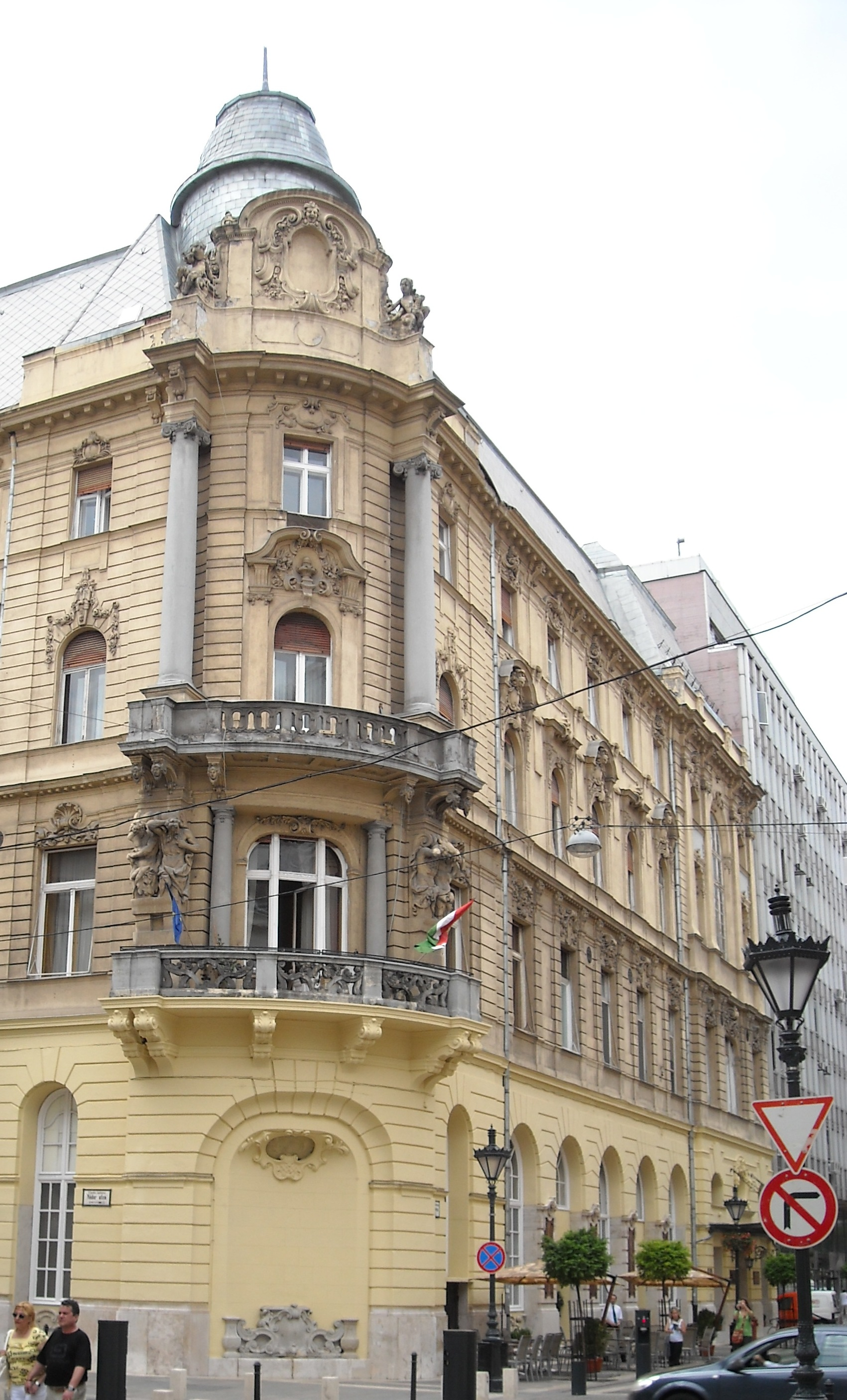
多瑙宮

多瑙宮（匈牙利語：Duna Palota）是位於匈牙利首都布達佩斯的一座音樂廳，為新巴洛克式建築風格。多瑙宮修建於1883年至1885年。自1951年開始，多瑙宮一直是內務部的文化表演場地之一。這裡也是多瑙交響樂團的表演場地。